# Église Saint-Antoine d'Arzillières-Neuville
Pour les articles homonymes, voir Église Saint-Antoine.
L'église d'Arzillières-Neuville  est une église romane construite au XIIe siècle, dédiée à Antoine de Padoue et située dans la Marne.

## Historique
L’église, d’architecture romane, date du XIIe siècle ; elle est classée aux monuments historiques en 1911 et a subi d'importants dégâts lors de la Première Guerre mondiale.

## Architecture
L'église fut remaniée au XVIe siècle. Elle une tour-porche carrée avec un escalier en tour ronde accolé au nord-ouest.

## Mobilier
Elle possède une nombreuse statuaire classé du XVIe au XVIIIe siècle :
- un saint Antoine[2] en bois peint,
- une Vierge à l'enfant[3] en bois peint et une autre en pierre[4],
- deux statues d'anges adorateurs en pierre[5].